# Мишурна
Мишурна — деревня в Пермском районе Пермского края. Входит в состав Хохловского сельского поселения.

## Географическое положение
Деревня расположена в правобережной части Пермского района, в верховьях реки Мишурна, примерно в 1,5 км к югу от административного центра поселения, деревни Скобелевка.

## Население
| 2010 |
| ---- |
| 19   |

## Топографические карты
- Лист карты O-40-65 Пермь. Масштаб: 1 : 100 000. Издание 1979 г.